# Hanestad Station
Hanestad Station (Hanestad stasjon) er en jernbanestation på Rørosbanen, der ligger ved bygden Hanestad i Rendalen kommune i Norge. Station har krydsningsspor og sidespor, to perroner og en stationsbygning i træ med ventesal. Stationen er en såkaldt kulturstasjon, hvor Kultur og Fritid i Hanestad sørger for servering og service på stationen.
Stationen åbnede 8. november 1877, tre uger efter at den sidste del af banen mellem Koppang og Røros blev taget i brug. Stationen blev gjort fjernstyret og ubemandet 26 november 1991.
Den første stationsbygning blev opført til åbningen i 1877 efter tegninger af Georg Andreas Bull. Den blev revet ned i 1965, året efter at den nuværende bygning tegnet af Magnus Hopland ved NSB Arkitektkontor stod klar.